# Cotylosoma dipneusticum
Cotylosoma dipneusticum är en insektsart som beskrevs av James Wood-Mason 1878. Cotylosoma dipneusticum ingår i släktet Cotylosoma och familjen Phasmatidae. Inga underarter finns listade i Catalogue of Life.